# 芋頭疫病
芋頭疫病 （Taro Leaf Blight) 是一種具有高度傳染性的植物病害，此病是由卵菌綱的芋疫黴（學名：Phytophthora colocasia）引起，主要感染芋屬植物Colocasia sp.和姑婆芋。此病明顯的特徵是在受感染的芋頭植物的葉子上形成大片的褐色同心輪紋病斑。病變的部位是病原菌為了產生白色的粉狀孢子囊，利用吸器從葉子中浸出營養而導致葉肉細胞失去養分而造成 。這種病原體喜歡高濕度、高降雨量的環境，並利用雨水飛濺進行病原菌傳播。芋頭疫病主要感染的部位是葉子，但也可以感染葉柄和球莖。

## 症狀
1. 葉子上的症狀最初發生在水滴積聚的地方，在葉子表面上形成黃褐色的小斑點。這些斑點迅速擴張並形成大的褐色病斑[4] ，而且病斑間會有相互癒合的現象。在潮濕條件下症狀出現後的幾天內，整個葉子都會枯萎。[5]
2. 感染的葉片在背光的那一面則是有水浸狀或灰色斑點，隨著它們擴大，葉片就在數天之內跟著枯萎。[1]病灶會不斷擴大的原因是因為孢子囊在病灶邊緣發展最為活躍，會攻擊健康組織。
3. 症狀在日夜的發生情況不同，夜間水浸狀區域會擴張，然後在白天變乾。
4. 病灶會不斷擴大的原因是因為孢子囊在病灶邊緣發展最為活躍，會攻擊健康組織。
5. 在葉子上發現的另一個病徵，是從水浸狀的葉子表面上方和下方滲出的明亮橙色的水滴，液滴在白天變乾並變硬。
6. 還有另一個感染的跡像是產生大量的孢子囊，在病灶周圍形成白色的環形粉狀病斑。
7. 葉柄被感染時呈灰色或棕黑色，可發生在葉柄的任何部位。當病原體破壞宿主時，葉柄變軟並有裂痕。球莖發病的症狀通常使組織變得柔軟，顏色為淺褐色。感染晚期球莖組織腐爛，顏色從褐色變成紫色。

## 生命週期
感染後，在葉組織和葉柄上越冬的卵孢子會產生孢子囊，其尖端具有檸檬形孢子囊。孢子囊可直接通過胚芽管感染芋頭葉或通過產生游走孢子間接感染芋頭葉。孢子囊是直接還是間接感染取決於天氣條件。

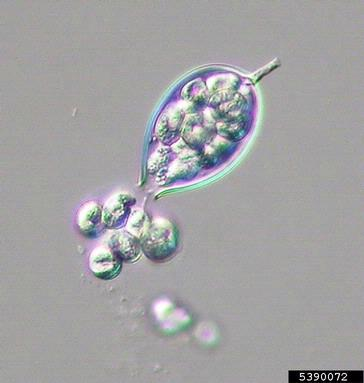
Zoospore release from sporangia; Credit: Fred Brooks, University of Hawaii at Manoa, Bugwood.org

如果天氣條件有利，例如溫暖的溫度，孢子囊直經由胚芽管感染寄主。胚芽管產生附著物，其形成吸器並允許病原體提取營養物而不穿透宿主的細胞膜。結果，形成更多的孢子囊，並且如果天氣條件仍然有利，則產生額外的孢子囊並且直接或間接地在其他宿主上繼續感染。
通過從孢子囊中釋放游走孢子，在不利或非常潮濕的條件下發生直接感染。游走孢子失去了它們的鞭毛，成為cysts，發芽並吸取宿主養分，並生更多的孢子囊以繼續疾病循環。
芋頭葉的傾斜形狀促使孢子囊和游動孢子通過雨水飛濺蔓延到其他宿主感染。病原體也可以通過受感染的植物材料或受污染的工具在田間傳播。在死亡和垂死的植物組織以及感染的球莖中，病原體可以作為菌絲體存活幾天。另一方面，P. colocasiae的cysts游動孢子可以在沒有宿主的情況下存活數月。
一旦感染季節結束，有性繁殖就會形成卵孢子。為了順利有性繁殖，需要適當的天氣條件，且交配類型必須匹配。 Phytophthora colocasiae存在兩種交配類型A1和A2。激素的信號傳導使兩種交配類型的孢子囊聚集在一起並引發卵原細胞和藏精器的發育。藏精器滲透卵原細胞會導致性孢子或卵孢子的形成。一旦環境條件改善，卵孢子就會越冬並發芽以產生傳染性孢子囊。

## 最適生存環境
最佳pH值為6.5，溫度為28°C（82°F）。病原體在高濕度和強降雨的地區可快速生長。
上述涼爽、潮濕的條件有利於Phytophthora colocasiae的無性繁殖和有性繁殖。該病原體的理想溫度範圍為10-35°C（50-95°F）。孢子囊在葉片病斑邊緣發育最快，可以在20-28°C（68-82°F）的溫度下直接在葉子上發芽，或通過雨水蔓延到鄰近的葉子。在不太理想的條件下，例如接近20°C（68°F）的低溫和高濕度，孢子囊釋放游動孢子以進行間接發芽。萌發發生在大約兩個小時的時間內，然後是胚芽穿透和疾病症狀發作之間2-4天的潛伏期

## 簡易管理
種植前
1.選用健康種苗
2.栽培抗病品種
3.旱作或輪作勿連作